# Vidikovac Panorama
Vidikovac Panorama se nalazi uz sam šibenski most koji spaja dvije strane šibenskog kanala. Vidikovac Panorama se nalazi s južne strane, neposredno uz kafe bar i hotel Panorama.

## Što se vidi s vidikovca
Pogled koji se pruža s vidikovca obuhvaća dio kanala koji se nalazi desno od mosta pa sve do Mandaline te sam grad Šibenik. Pogled obuhvaća i 3 od 4 šibenske tvrđave, a to su Sv. Mihovil, Sv. Ivan i Šubićevac. Sv. Nikola nije vidljiv s vidikovca Panorama, jer je zaklonjen kanalom Sv. Ante. Za vedrog vremena, golim okom se vidi i vrh katedrale Sv. Jakova, spomenika kulture pod zaštitom UNESCO-a.

## Bungee jumping sa šibenskog mosta
Tijekom ljetne sezone se skače bungee sa šibenskog mosta. Skok se izvodi sa sredine mosta, s visine od 40 m.
Bungee skokovi su vidljivi posjetiteljima vidikovca Panorama.

## Odmorište i parking
U neposrednoj blizini platoa vidikovca se nalazi i kafe bar, hotel te parking.